# Feira Mundial de Nova Iorque de 1964-65

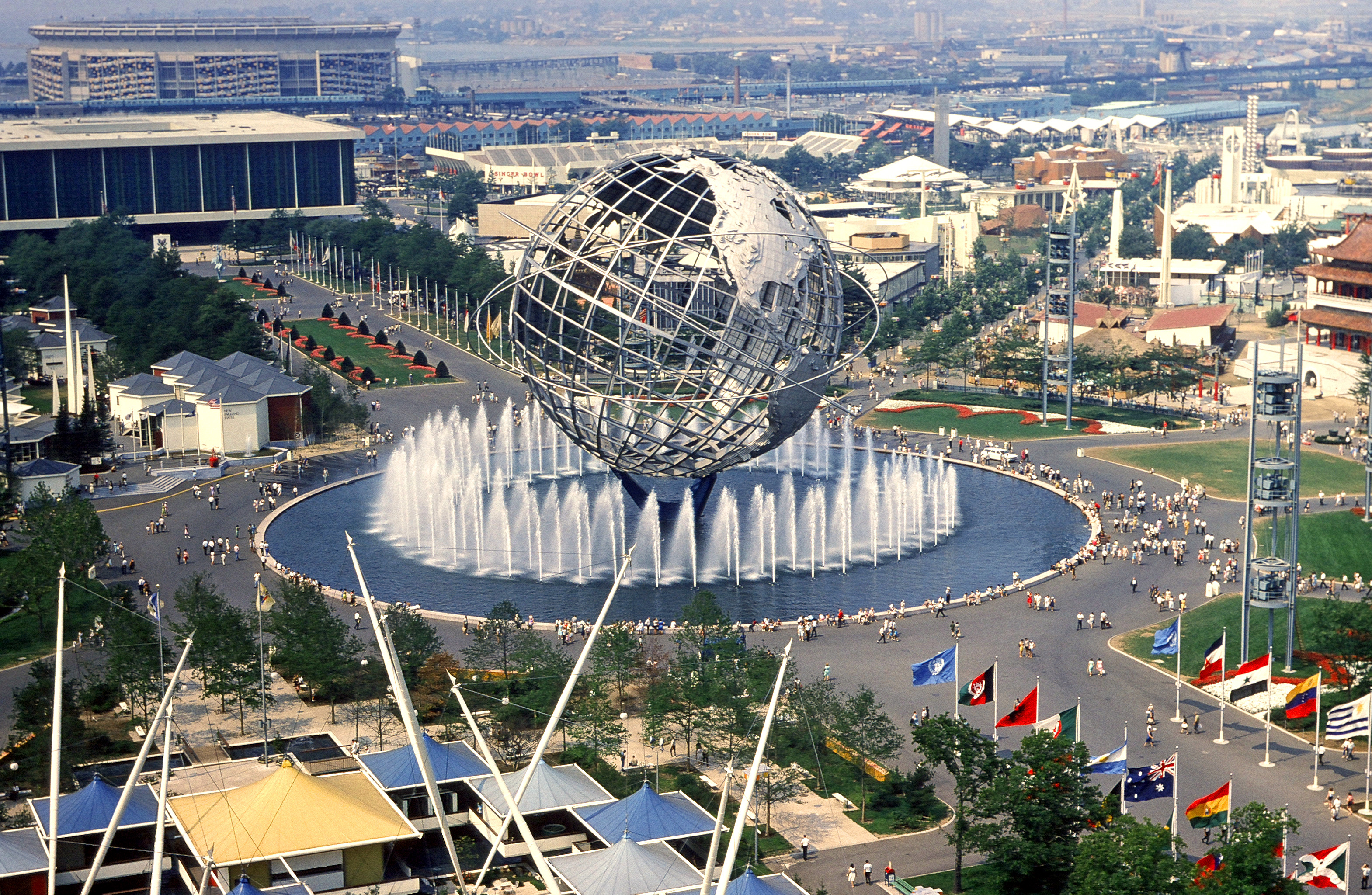
Vista do Corona Park durante a Feira Mundial de Nova Iorque de 1964-65

A Feira Mundial de Nova Iorque de 1964-65 (também conhecida como Expo 64) foi uma feira mundial realizada no burgo de Queens da cidade de Nova Iorque.
Esta feira foi realizada no Flushing Meadows-Corona Park, mesmo local que já tinha recebido a Feira Mundial de 1939-40. A Unisphere, famosa escultura existente no local, foi especialmente criada para esta exposição.
Nesta feira, foi lançado o Picturephone, primeiro aparelho de vídeo telefone comercializado no mundo e fabricado pela AT&T.
A feira é conhecida como uma vitrine da cultura e tecnologia estadunidenses de meados do século XX. A nascente Era Espacial, com seu panorama promissor, foi bem representada. Mais de 51 milhões de pessoas compareceram à feira, embora menos do que os esperados 70 milhões. Continua sendo uma pedra de toque para muitos baby boomers americanos que visitaram a exposição otimista quando crianças, antes dos anos turbulentos da Guerra do Vietnã e de muitas mudanças culturais.
Em muitos aspectos, a feira simbolizava uma grande feira ao consumidor que abrangia muitos produtos produzidos nos EUA na época para transporte, moradia e necessidades eletrônicas de consumo de uma forma que nunca se repetiria em futuras feiras mundiais na América do Norte. Os fabricantes americanos de canetas, produtos químicos, computadores e automóveis tiveram uma presença importante. Esta feira deu a muitos participantes sua primeira interação com equipamentos de informática. As empresas demonstraram o uso de computadores mainframe, terminais de computador com teclados e monitores CRT, máquinas de teletipo, cartões perfurados e modems de telefone em uma época em que os equipamentos de informática eram mantidos em escritórios, longe do público, décadas antes de a Internet e os computadores domésticos estarem à disposição de todos.

## Galeria

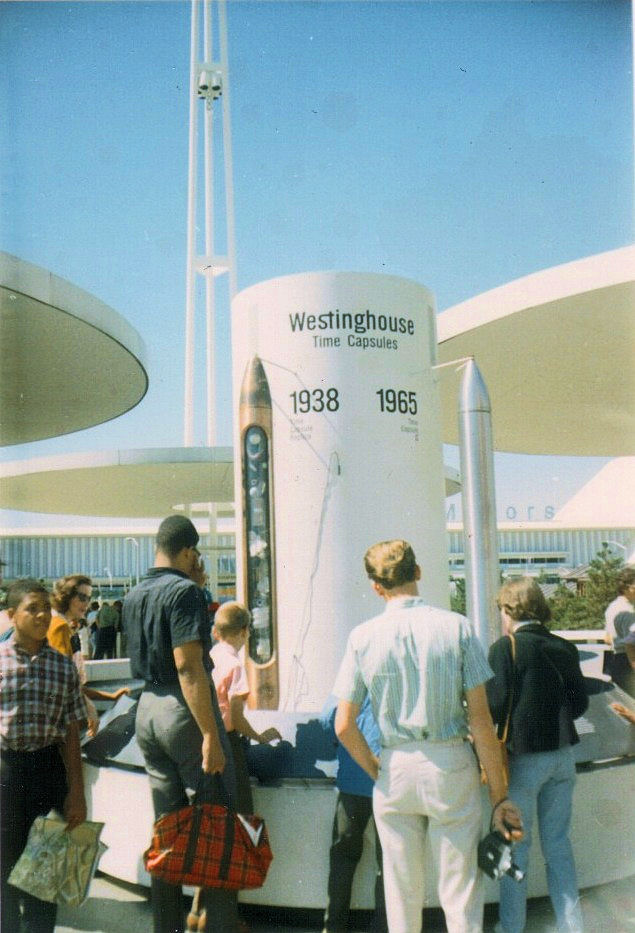
Westinghouse Time Capsule
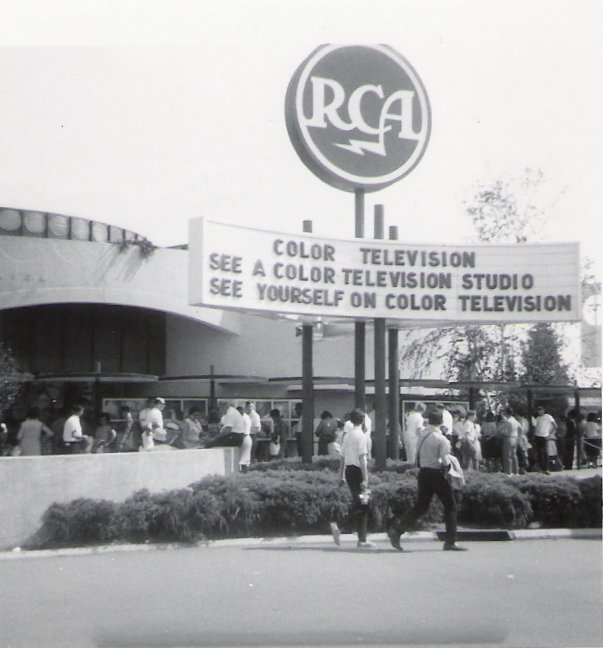
Pavilhão RCA
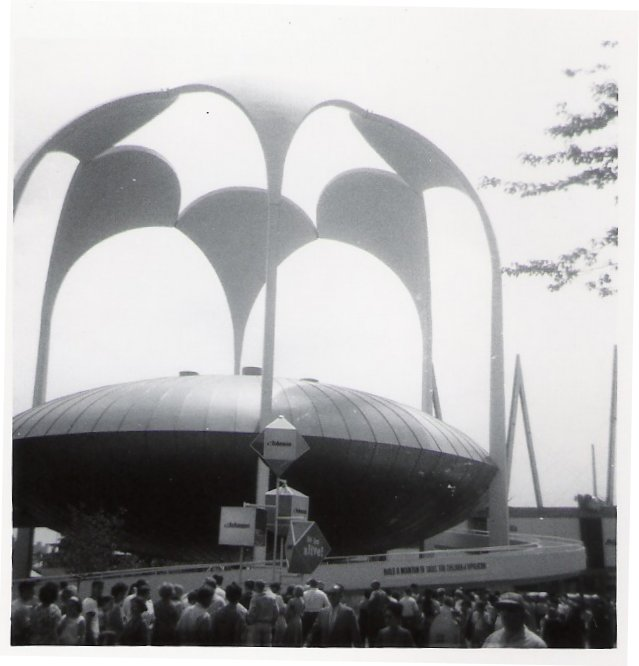
Pavilhão Johnson Wax
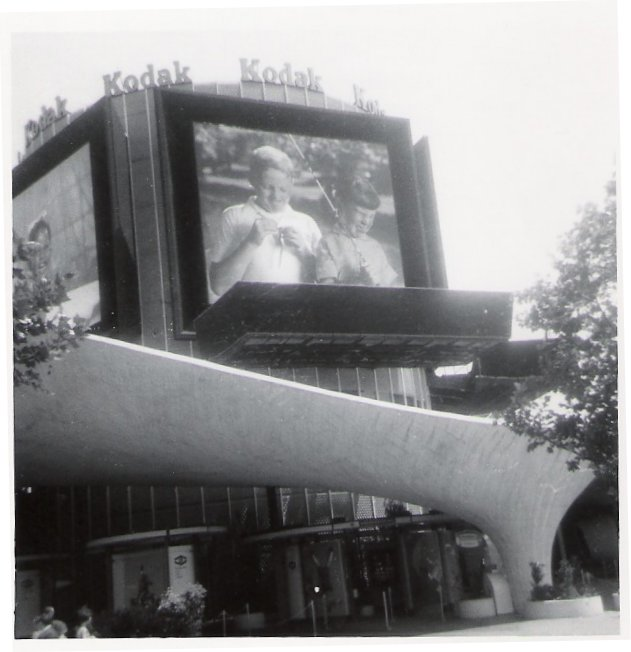
Pavilhão Kodak
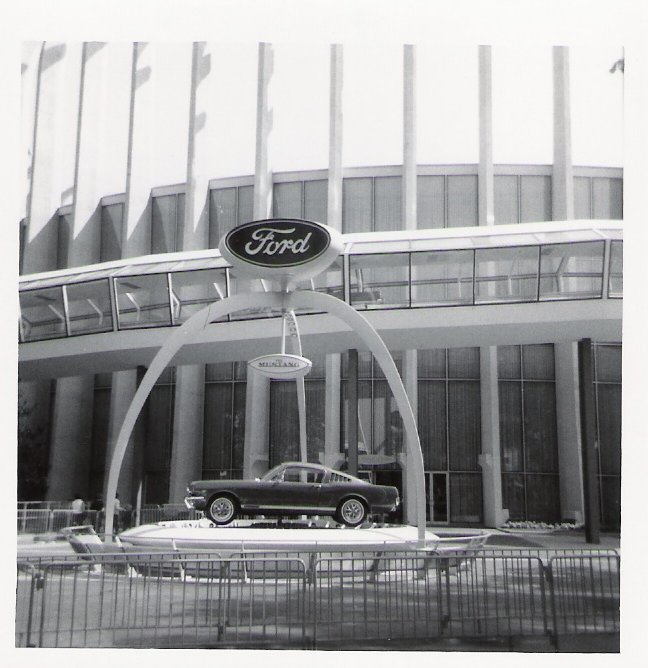
Pavilhão Ford
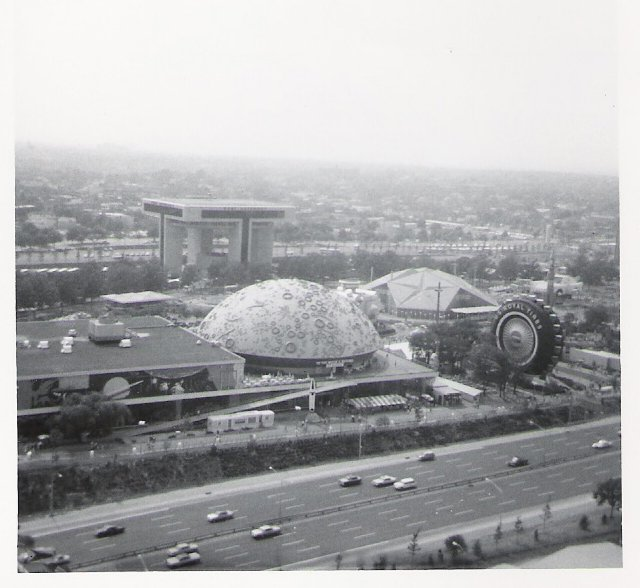
Pavilhão de Transportes e Viagens
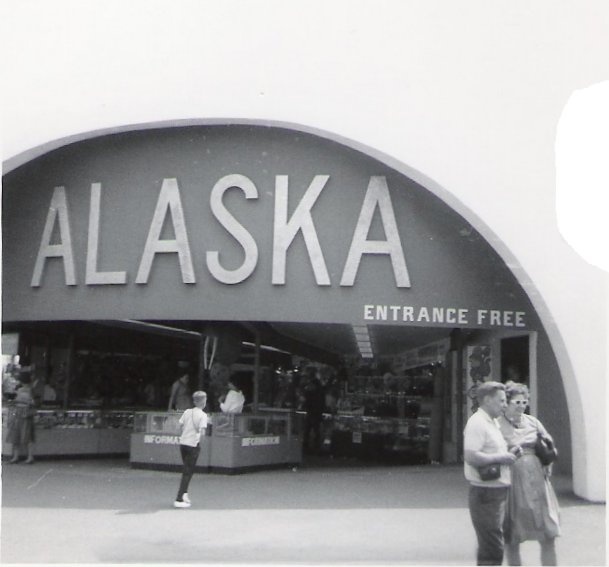
Pavilhão Alaska
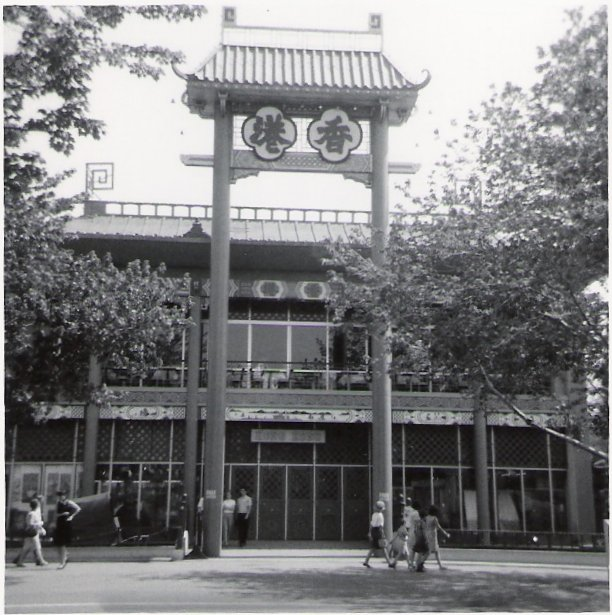
Pavilhão Hong Kong
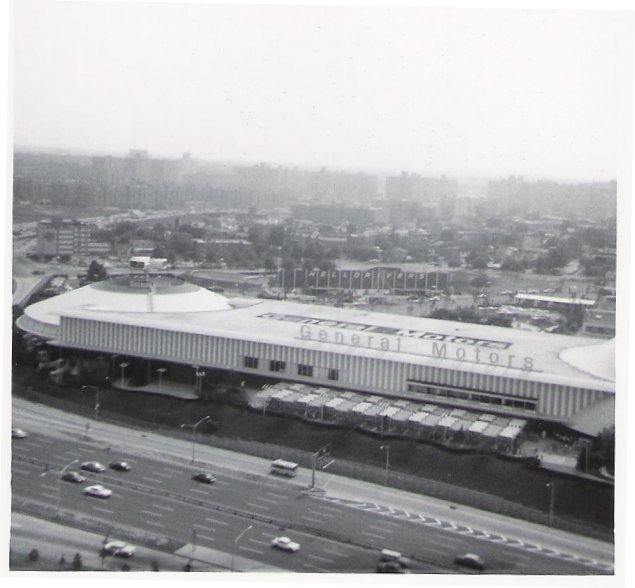
Pavilhão General Motors
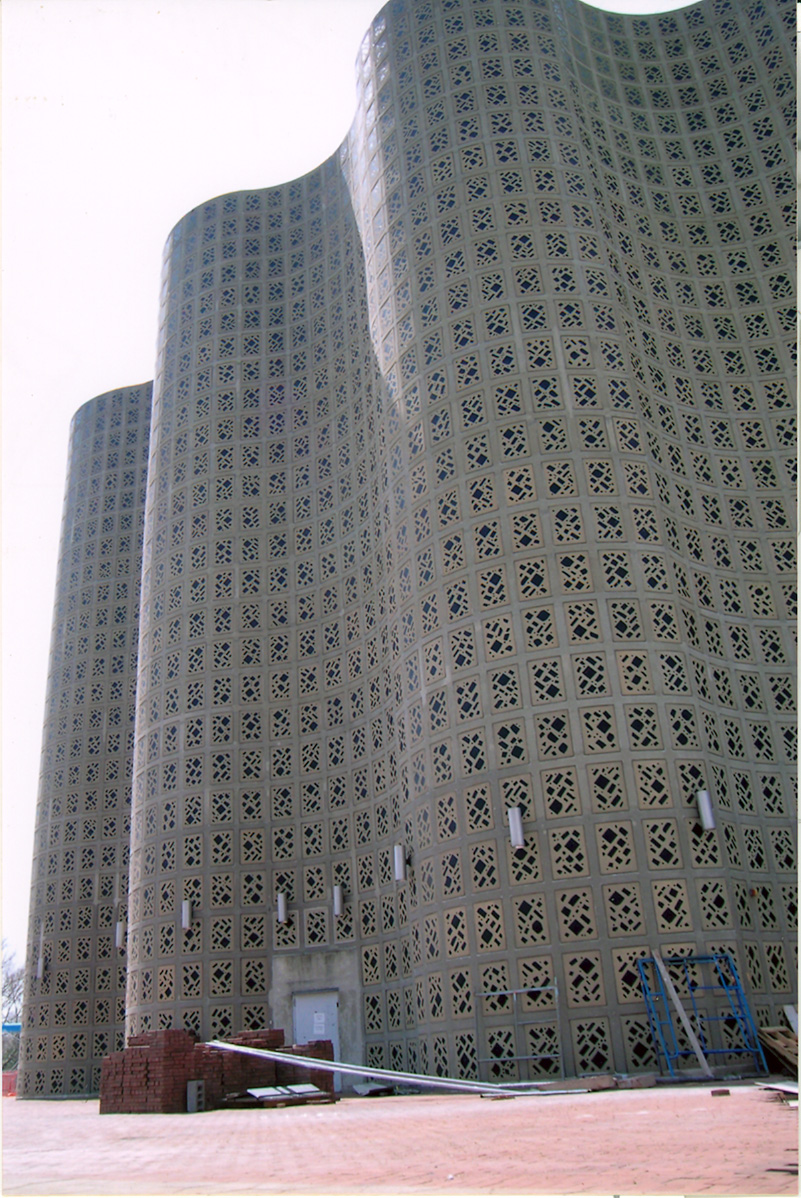
O Hall of Science é um museu de ciência hoje
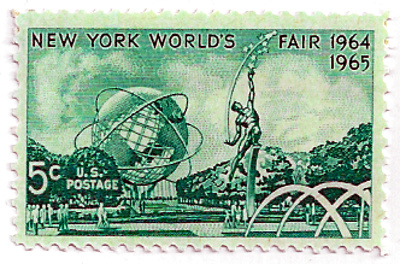
1964-1965 Selo dos EUA da Feira Mundial de Nova York